# Гротон (переписна місцевість, Массачусетс)
Гротон (англ. Groton) — переписна місцевість (CDP) в США, в окрузі Міддлсекс штату Массачусетс. Населення — 1353 особи (2020).

## Географія
Гротон розташований за координатами 42°36′42″ пн. ш. 71°33′55″ зх. д. / 42.61167° пн. ш. 71.56528° зх. д. (42.611760, -71.565269).  За даними Бюро перепису населення США в 2010 році переписна місцевість мала площу 4,33 км², з яких 4,33 км² — суходіл та 0,00 км² — водойми.

## Демографія
Згідно з переписом 2010 року, у переписній місцевості мешкали 1124 особи в 471 домогосподарстві у складі 272 родин. Густота населення становила 259 осіб/км².  Було 505 помешкань (117/км²).
Расовий склад населення:
| - 95,9 % — білих - 1,0 % — чорних або афроамериканців - 1,0 % — азіатів |

До двох чи більше рас належало 1,8 %. Частка іспаномовних становила 1,1 % від усіх жителів.
За віковим діапазоном населення розподілялося таким чином: 26,2 % — особи молодші 18 років, 58,8 % — особи у віці 18—64 років, 15,0 % — особи у віці 65 років та старші. Медіана віку мешканця становила 43,3 року. На 100 осіб жіночої статі у переписній місцевості припадало 84,0 чоловіків;  на 100 жінок у віці від 18 років та старших — 79,7 чоловіків також старших 18 років.
Медіана доходів становила 105 809 доларів для чоловіків та 73 350 доларів для жінок. За межею бідності перебувало 8,4 % осіб, у тому числі 0,0 % дітей у віці до 18 років та 27,1 % осіб у віці 65 років та старших.
Цивільне працевлаштоване населення становило 532 особи. Основні галузі зайнятості: освіта, охорона здоров'я та соціальна допомога — 24,1 %, науковці, спеціалісти, менеджери — 18,0 %, фінанси, страхування та нерухомість — 12,4 %, мистецтво, розваги та відпочинок — 11,7 %.